# 第2軍団アウグスタ
第2軍団アウグスタ (Legio II Augusta) はローマ軍の軍団のひとつ。ガイウス・ユリウス・カエサルの支持者であったガイウス・ウィビウス・パンサ・カエトロニアヌスによって創設された。設立当初は第2軍団サビナ (Legio II Sabina) と呼ばれた。
紋章はカプリコン、ペガサスそしてマルス神とする。

## 軍歴

### ヒスパニア駐在
カエサルの暗殺後、創設者のパンサがマルクス・アントニウスとの戦いで負傷、戦死する。その後はオクタウィアヌスによって継承され、ピリッピの戦い、ペルシアでの戦いで参加した。オクタウィアヌスが勝利して共和政ローマの支配者として君臨すると、紀元前25年にヒスパニアに転戦してカラブリア人との戦いに参加。その後ヒスパニアがローマの属州となると、その中のヒスパニア・タラコネンシスに駐在するようになった。

### ゲルマニア駐在
しかし9年にトイトブルクの戦いで第17軍団、第18軍団、第19軍団が全滅すると、ゲルマニアに転向となった。その時の駐在場所はマインツであったと考えられている。17年からはアルゲントラテの駐在となった。

### ブリタンニア駐在
43年になると第2軍団はブリタンニアの遠征に参加する。この遠征の際に、後のローマ皇帝ウェスパシアヌスが軍団の指揮を取った。52年に友軍は南ウェールズのシルレス族相手に手痛い敗北をするが、第2軍団はその中で目覚ましい活躍をし、ボウディッカによる反乱でローマの防衛力が下がり、苦境の中で総督であったガイウス・スエトニウス・パウリヌスが不在の際でも軍団の名声は変わらなかった。そして鎮圧すると第2軍団は少各地方の基地への移転が続いた。66年から74年まではグレウムに、そしてニューポート近郊のイスカ・アウグスタに移転、この地で防衛用の城塞を作り上げ、3世紀まで駐在した。また第2軍団の一部はオックスフォードシャー州のアルチェスターに滞在もしていた。
122年に第2軍団は北上、ハドリアヌスの長城の築城に参加する。196年にコンモドゥスが暗殺され帝国は内乱状態になると、第2軍団はクロディウス・アルビヌスの支配下に入り、セプティミウス・セウェルスと対抗した。アルビヌスが敗北するとセウェルスに従い、彼のブリタンニアでの戦役に従軍、アレクサンデル・セウェルスの治世ではカエルレオンへと戻った。以降4世紀になるまでブリタンニアに駐在していたという事が記録により確認されている。